# Asiocoryphodon

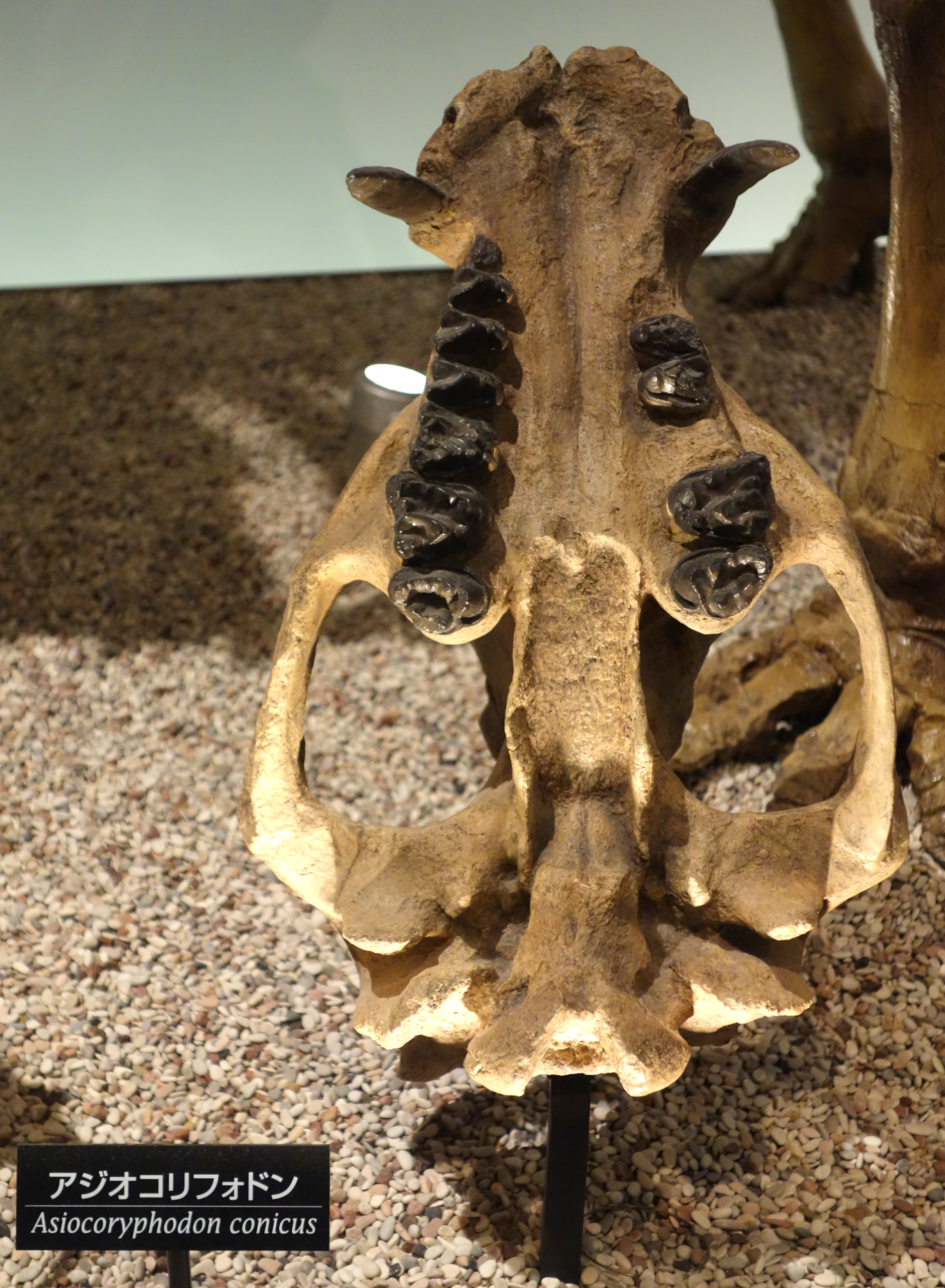
Exposición del cráneo de A. conicus en vista ventral en el Museo Nacional de Ciencia de Japón.

Asiocoryphodon es un género extinto de mamíferos pantodontos, habitó China y Japón durante el Eoceno inferior.
Asiocoryphodon era un corifodóntido relacionado con taxones como Coryphodon, Heterocoryphodon, Hypercoryphodon y Eudinoceras. El espécimen tipo de A. conicus y holotipo para el género es IVPP V 5141. Su localidad de colecta es Dahupo, cerca de la aldea de Zhangwan, en la ciudad-prefectura Shiyan, provincia de Hubei, que se encuentra en una piedra caliza fluvial-lacustre del Eoceno en la Formación Yuhuangding de China. La especie A. lophodontus fue nombrada por Xu en el mismo artículo en el cual describió y nombró al género y la especie tipo A. conicus. El espécimen tipo de A. lophodontus es IVPP V 5142. Su localidad de colecta es Dahupo, la misma que A. conicus. En 1990 Cheng & Ma describieron y nombraron a Asiocoryphodon progressivus en base al espécimen GV86024, el cual consta de una mandíbula. Su localidad tipo está a 500 m al este de la aldea de Zhanggou, cerca de Shijiazhuang, que se encuentra en una arenisca/lutita terrestre del Eoceno inferior en la Formación Yuhuangding, la misma que las otras dos especies, pero esta tercera especie fue más tarde considerada sinónimo de A. conicus. Se han descrito restos asignables al género, pero de especie indeterminada en la Formación Akasaki del Eoceno inferior de Japón en la Prefectura de Kumamoto.